# Albiate

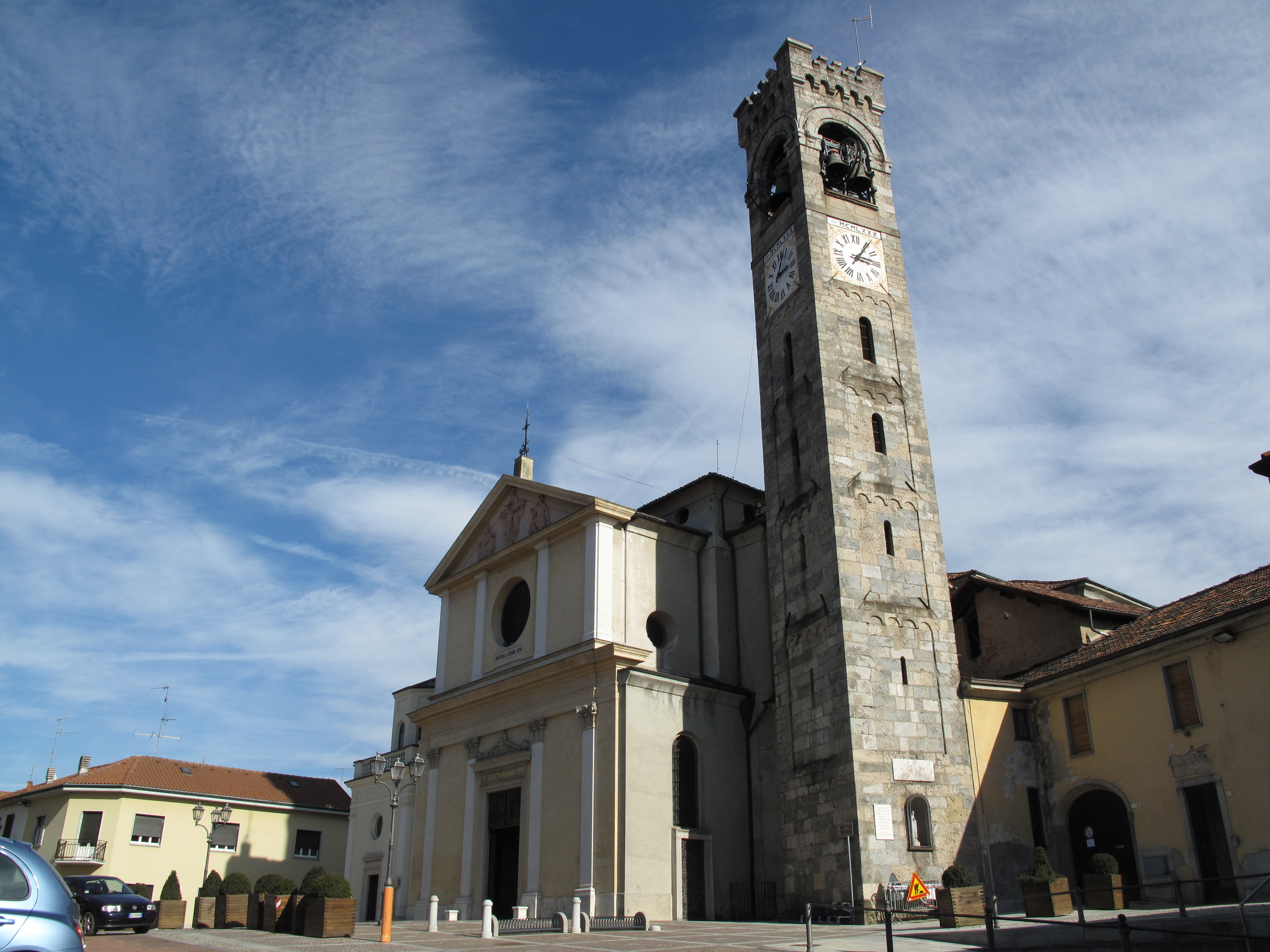
Santuario San Fermo in Albiate

Albiate ist eine norditalienische Gemeinde (comune) mit 6712 Einwohnern (Stand: 31. Dezember 2023) in der Provinz Monza und Brianza in der Region Lombardei.

## Geographie
Albiate liegt rund 25 km nördlich von Mailand, das bis ins Jahr 2004 Provinzhauptstadt war. Das Gemeindegebiet umfasst eine Fläche von 2,86 km². Der Ort liegt auf einer Höhe von 233 Metern über dem Meer. Einziges Ortsteil (frazione) ist Dosso. Die Nachbargemeinden sind Carate Brianza, Lissone, Seregno, Sovico und Triuggio.
Albiate hatte einen Bahnhof an der stillgelegten Strecke Bahnstrecke Monza-Carate Brianza.

## Persönlichkeiten
- Bernardo Caprotti (1925–2016), Unternehmer
- Gaetano Casati (1838–1902), Geograf und Afrikaforscher
- Vittorino Colombo (1925–1996), Politiker der Democrazia Cristiana
- Rino Ferrario (1926–2012), Fußballspieler